# Everything You Want (Ray J-låt)
Everything You Want är den andra och sista singeln från sångaren Ray Js debutalbum med samma namn. Låten skrevs och producerades av LaShawn Daniels, Fred Jenkins III, Darkchild, Nora Payne, Robert Smith. Den presterade inte särskilt bra med en 33:e placering i Nya Zeeland samt en 83:e i USA. Låten finns även med på ett avsnitt av systern Brandys TV-serie Moesha. 

## Format och innehållsförteckningar
- Officiell CD-singel:

1. Everything You Want (album version)
2. Everything You Want (instrumental)